# 嚴輿
嚴輿（？—196年），東漢吳郡烏程縣（今屬浙江省湖州市）人，是當時在吳郡一帶作亂的山賊，嚴白虎的弟弟。

## 生平
嚴輿很有勇力，身手矯捷，據說可以坐著跳躍起來。孫策討伐嚴白虎時，嚴輿奉了嚴白虎的命令前往孫策營中求和。兩人會面時，孫策用利刃向坐席砍去，嚴輿看見後身體晃動了一下。孫策笑著對嚴輿說：「我聽說您可以坐著跳躍，身手矯捷，所以跟您開個玩笑罷了。」嚴輿回答道：「我一見到兵刃，就會變得這樣。」孫策聽了他這句話，知道他其實很無能，於是立刻用手戟擊殺了嚴輿。嚴白虎等人聽說以勇力聞名的嚴輿被孫策殺死，非常驚恐。

## 民間藝術

### 三國演義
初登場被哥哥嚴白虎命令抵抗孫策，被蔣欽和陳武擊退。之後嚴輿和孫策對酒談判時，孫策對嚴輿問嚴白虎的意圖，嚴輿回答要求和孫策平分江東。孫策生氣地說：「你這鼠輩竟敢和我平起平坐！」命令斬殺嚴輿，嚴輿起身拔劍後被孫策飛劍斬殺梟首，首級被送入城內。

## 家庭

### 兄弟姊妹
- 嚴白虎，嚴輿的哥哥。